# De Nieuwe Nederlandse Revue - Dag Dag Heerlijke Lach
Dag Dag Heerlijke Lach is een Nederlandse revue van Joop van den Ende Theaterproducties met André van Duin, Frans van Dusschoten en Carry Tefsen, die werd opgevoerd in het theaterseizoen 1973-1974. Bij de opnames voor de televisie werd dit gezelschap uitgebreid met Ria Valk, Conny Vink, Corrie van Gorp, Willeke Alberti, Imca Marina, Donald Jones en Ben Cramer. Van deze revue zijn diverse opnames gemaakt en uitgezonden bij de TROS tussen oktober 1974 en oktober 1975. Dat deze uitzendingen succesvol waren is wel gebleken; De televisieregistratie van de revue won in 1975 de Televizierring.

## Rolverdeling
- André van Duin
- Frans van Dusschoten
- Carry Tefsen
- Nicole en Hugo
- Ria Valk *
- Conny Vink *
- Corrie van Gorp *
- Willeke Alberti *
- Imca Marina *
- Donald Jones *
- Ben Cramer *

* Enkel bij de televisie-opnames

## Programma
Acte I
- Dag dag heerlijke lach - Proloog
- Op de camping - Sketch
- Nicole en Hugo - Solisten optreden
- Vreemde gebeurtenissen - Lied
  - Bouwvakkers
  - Thuiskomst
  - Gratis
  - 'n probleem
- Carrière - Lied
- De B.B. kwis- Sketch
- The Robert Kaesen dancers - Dans
- Super lady 1962 - Bandparodie
- Frans van Dusschoten: Momenten met prominenten - Parodieën
- Fantastico - Demi-finale

Acte II
- Wild west end - Lied
- Telefoon kontakt - Sketch
- Showtime 1920 - Zang en dansact
- André van Duin: Alleen met onze meesterkomiek - Solo
- Allemaal show - Finale

## Televisie-uitzendingen
Aflevering 1 (07/10/1974)
1. Intro "Dag Dag Heerlijke Lach"
2. De stofzuigerverkoper (sketch)
3. Second hand Rose (lied door Nicole)
4. Mame (lied door Nicole en Hugo)
5. De vissers (sketch)
6. De kraamafdeling (sketch)
7. Ria Valk zingt medley met: "Hé Hippe vogels", "Bumpedi Bumb" en "Moeder wat ben ik bang"
8. Telefooncontact (sketch)
9. Finale: "Mas que nada" & "I've got a song for you" (door gehele ensemble)

Aflevering 2 (04/11/1974)
1. Openingsnummer
2. De camping (sketch)
3. Get Ready (lied door Nicole en Hugo)
4. Bij de dokter (Kers Vers) (sketch)
5. The Happening (lied door Nicole en Hugo)
6. De bouwvakkers (sketch)
7. Korte sketches met André en Frans
8. Showtime 1970 (lied door Carry Tefsen)
9. De BB kwis (sketch)
10. Finale (door gehele ensemble)

Aflevering 3 (02/12/1974)
1. Openingsnummer
2. Voor de rest mag ik niet klagen (lied door André van Duin)
3. Jouw tranen langs mijn wang (lied door Donald Jones)
4. Dag dag lente (lied door Corrie van Gorp)
5. Singing in the rain (lied door Donald Jones en Corrie van Gorp)
6. Die goeie ouwe tijd (sketch + lied)
7. De glazenwasser (sketch)
8. Ik zie ik zie, wat jij niet ziet (lied door Conny Vink)
9. Reclame (sketch)
10. Medley: "Bossa nova boy" en "De Toetetaar" (liederen)
11. De burgerlijke stand (sketch)
12. Finale: "Hé allemaal" (door gehele ensemble)

Aflevering 4 (18/01/1975)
1. Openingsnummer
2. De banaan (sketch)
3. Oh babe what would you say (lied door Corrie van Gorp)
4. Advertentie algemeen (sketch)
5. Medley door Willeke Alberti
6. Super lady 1962 (bandparodie)
7. Donald over dieren (lied)
8. Het café (sketch)
9. Finale (door gehele ensemble)

Aflevering 5 (27/01/1975)
1. Openingsnummer
2. Het ziekenhuis (sketch)
3. Dansact met Corrie van Gorp
4. Het huwelijksbureau (sketch)
5. Frans van Dusschoten: Momenten met prominenten
6. De contact (lied + dans)
7. De elektricien (sketch)
8. Spaanse Medley (door Imca Marina)
9. De banaan (sketch)
10. Finale (door gehele ensemble)

Aflevering 6 (24/02/1975)
1. Openingsnummer
2. De klant is koning (sketch)
3. Super lady 1962 (bandparodie)
4. Medley (lied door Donald Jones)
5. De soldaat (sketch)
6. Het hart eener deerne (lied door  Corrie van Gorp en Andre van Duin op buik orgel)
7. Eerlijkheid duurt het langst (lied door Ben Cramer)
8. Jij hield niet van mij (lied door Ben Cramer)
9. De sambaballensamba (lied)
10. De dokter (sketch) (Kers Vers/fiets)
11. Finale: Lachen is fijn (door gehele ensemble)

Aflevering 7 (24/03/1975)
1. Openingsnummer
2. Fotobureau Press (sketch)
3. Oh babe what would you say (lied door Corrie van Gorp)
4. Goochelact door André van Duin
5. Monkey (lied door Donald Jones)
6. Advertentie algemeen (sketch)
7. Medley (lied door Willeke Alberti)
8. Het Café (sketch)
9. Finale: Zing maar met ons mee (door gehele ensemble)

Aflevering 8 (11/07/1975) (compilatie-uitzending)
1. Openingsnummer
2. De camping (sketch)
3. De bouwvakkers (sketch)
4. De contact (lied + dans)
5. Het huwelijksbureau (sketch)
6. Telefooncontact (sketch)
7. Dansact door Corrie en ballet
8. De dokter (sketch)
9. Finale (door gehele ensemble)

Aflevering 9 (compilatie-uitzending)
1. Openingsnummer
2. De klant is koning (sketch)
3. De BB kwis (sketch)
4. Medley (lied door Donald Jones)
5. De dokter (sketch) (Kers Vers/fiets)
6. Het hart eener deerne (lied door  Corrie van Gorp en Andre van Duin op buik orgel)
7. De soldaat (sketch)
8. Finale : Dit was revue (door gehele ensemble)

Aflevering 10 (18/10/1975) (compilatie-uitzending)
- Inhoud onbekend